# Jacob Ericksson
Jacob Abel Joachim Ericksson, ursprungligen Eriksson, född 7 januari 1967 i Sala församling, Västmanlands län, är en svensk skådespelare.

## Biografi
Jacob Ericksson är uppväxt i ett hem som präglades av teaterintresse genom att modern spelade amatörteater. Han gick ekonomisk linje på gymnasiet men kom att ägna en del tid åt att skriva spex och sketcher. Han kom först till Stockholm där han först var vid NBV:s teaterverkstad och sedan vid Teater Mandrillon där han kom att spela huvudrollen i Ödön von Horváths Tro, hopp och kärlek (1988) samt medverkade i en del andra uppsättningar. Därefter började han vid Scenskolan i Göteborg 1990 men fortsatte samtidigt samarbetet med Teater Mandrillon. Efter examen 1993 var han en tid vid Backa teater och förblev i Göteborg under några år. Sedan flyttade han tillbaka till Stockholm där det fanns större möjligheter till frilansjobb. Han har där arbetat som skådespelare och har även uppträtt i komikersammanhang, bl.a. i radion och i kabaréer.
Ericksson har bland annat spelat officer i 1880-talets Sverige i tv-serien Längtans blåa blomma (1998), polis och drömpappa i filmen Tsatsiki, morsan och polisen (1999) och "superskurk" i barnserien Världens minsta lillasyster (2003). Under senare delen av 2000-talet och början av 2010-talet sågs Ericksson bl.a. i filmatiseringarna av Stieg Larssons Millennium-serie samt i TV-serien En pilgrims död (2013).
Jacob Ericksson Guldbaggenominerades 1998 för bästa manliga biroll i Adam & Eva.

## Filmografi
- 1994 – Handbok för handlösa
- 1995 – En på miljonen
- 1996 – Gisslan
- 1996 – Romeo och Julia
- 1997 – Sjukan
- 1997 – Adam & Eva
- 1997 – Glappet
- 1997 – Rika barn leka bäst
- 1997 – Pappas flicka (TV-serie)
- 1998 – Kvinnan i det låsta rummet (TV-serie)
- 1998 – Längtans blåa blomma (TV-serie)
- 1998 – S:t Mikael (TV-serie)
- 1998 – Pip-Larssons (TV-serie)
- 1999 – Jakten på en mördare (TV-serie)
- 1999 – Tsatsiki, morsan och polisen
- 1999 – Ett litet rött paket (TV-serie)
- 1999 – God jul
- 2000 – Det blir aldrig som man tänkt sig
- 2000 – Brottsvåg (TV-serie)
- 2000 – Det okända
- 2001 – Parasit-TV (TV-serie)
- 2001 – Sprängaren
- 2002 – Sune och hans värld (TV-serie) (röst)
- 2002 – Tusenbröder (TV-serie)
- 2002 – Världens minsta lillasyster (TV-serie)
- 2002 – Stackars Tom (TV-serie)
- 2004 – Allt och lite till (TV-serie)
- 2004 – I skuggan av våldet
- 2005 – Blindgångare
- 2005 – Coachen (TV-serie)
- 2005 – 27 sekundmeter snö
- 2006 – Tusenbröder – Återkomsten
- 2006 – Lasse-Majas detektivbyrå (TV-serie)
- 2008 – Iskariot
- 2008 – Patrik 1,5
- 2008 – Livet i Fagervik (TV-serie)
- 2008 – Höök (TV-serie)
- 2008 – Vi hade i alla fall tur med vädret – igen
- 2008 – Lasse-Majas detektivbyrå – Kameleontens hämnd
- 2009 – De halvt dolda (TV-serie)
- 2009 – Män som hatar kvinnor
- 2009 – Natt på museet 2 (röst)
- 2009 – Wallander – Tjuven
- 2009 – Flickan som lekte med elden
- 2009 – Guds tre flickor (TV-serie)
- 2009 – Luftslottet som sprängdes
- 2010 – TV-feber
- 2010 – Änglavakt
- 2010 – Tusen gånger starkare
- 2010 – Våra vänners liv (TV-serie)
- 2013 – En pilgrims död (TV-serie)
- 2013 – Molanders (TV-serie)
- 2013 – Tragedi på en lantkyrkogård
- 2014 – Natt på museet: Gravkammarens hemlighet (röst)
- 2014 – Den fjärde mannen (TV-serie)
- 2015 – Fröken Frimans krig (TV-serie)
- 2017–2019 – Innan vi dör (TV-serie)
- 2017 – All inclusive
- 2019 – De dagar som blommorna blommar (TV-serie)
- 2019 – Solsidan (TV-serie)
- 2020 – Morden i Sandhamn (TV-serie)

## Teater

### Roller (ej komplett)
| År   | Roll            | Produktion                                                   | Regi             | Teater                                    |
| ---- | --------------- | ------------------------------------------------------------ | ---------------- | ----------------------------------------- |
| 1997 | Ernst Ludwig    | Cabaret John Kander, Fred Ebb, Joe Masteroff                 | Åsa Kalmér       | Parkteatern                               |
| 2005 | Ross Tuttle     | Geten, eller Vem är Sylvia? Edward Albee                     | Christian Tomner | Vasateatern                               |
| 2014 | Rektor Kroll    | Rosmersholm Henrik Ibsen                                     | Stefan Larsson   | Dramaten                                  |
| 2015 | Orsino          | Trettondagsafton William Shakespeare                         | Åsa Melldahl     | Dramaten                                  |
| 2018 | Forrest Stanley | Ett skri i natten Anders Lundin och Hans Marklund            | Hans Marklund    | Uppsala Stadsteater                       |
| 2019 | Alex            | Backstage Emerson Berglund, Inger Edelfeldt och Kia Berglund | Kia Berglund     | Kulturhuset Stadsteatern/ Teater Giljotin |
| 2021 | Jakob           | Tiden är vårt hem Lars Norén                                 | Eirik Stubø      | Kulturhuset Stadsteatern                  |